# Filadelfia (film)
Filadelfia (ang. Philadelphia) – amerykański dramat filmowy z 1993 roku w reżyserii Jonathana Demmego, opowiadający o dyskryminacji chorych na AIDS.
Był to zarazem jeden z pierwszych, jak i najważniejszych filmów poruszających problem AIDS. Doceniony przez widzów i krytykę, film uhonorowany został wieloma nagrodami, m.in. statuetką Oscara dla Toma Hanksa – odtwórcy głównej roli, oraz dla Bruce’a Springsteena za utwór otwierający film pt. „Streets of Philadelphia”.

## Obsada
- Tom Hanks – Andrew Beckett
- Joanne Woodward – jako Sarah Beckett
- Denzel Washington – Joe Miller
- Antonio Banderas – Miguel Alvarez
- Karen Finley – Dr Gillman
- Jeffrey Williamson – Tyrone
- Charles Glenn – Kenneth Killcoyne
- Ron Vawter – Bob Seidman
- Anna Deavere Smith – Anthea Burton
- Stephanie Roth – Rachel Smilow
- Jason Robards – Charles Wheeler
- Daniel Chapman – Opowiadający historię w klinice
- Katie Lintner – Alexis
- Jiggs Walker – Punchline
- Charles Techman – Ralph Peterson
- Roberta Maxwell – Sędzia Tate

## Fabuła
Andrew Beckett (Tom Hanks) pracuje w renomowanej kancelarii prawniczej w Filadelfii. Jest szanowany i doceniany w firmie przez współpracowników, jak i przełożonych. Pewnego razu przełożeni dowiadują się, że jest chory na AIDS. Przedtem jedynie najbliższa rodzina wiedziała, że żył w szczęśliwym związku z Miguelem (Antonio Banderas), a choroba jest tragiczną konsekwencją zdrady, jakiej dopuścił się w przeszłości. Pod absurdalnym pretekstem zaniedbywania obowiązków zwierzchnicy natychmiast pozbawiają podwładnego posady. Ten, rozgoryczony postępowaniem pracodawców, postanawia dochodzić swoich praw w sądzie. Jego adwokatem zostaje czarnoskóry Joe Miller (Denzel Washington). Andrew i Joe walczą o wysokie odszkodowanie.